# Latrodectus diaguita
Latrodectus diaguita es una especie de araña araneomorfa terídida del género Latrodectus, cuyas integrantes son denominadas comúnmente viudas negras. Habita en regiones templado-cálidas del centro-oeste del Cono Sur de Sudamérica.

## Taxonomía
Descripción original
Esta especie fue descrita originalmente en el año 1960 por el zoólogo Rodolfo U. Carcavallo, con el mismo nombre científico.
En el año 1965, B. S. Gerschman y R. D. Schiapelli la sinonimizan con Latrodectus mactans. En el año 1980, fue rehabilitada como buena especie por el maestro, entomólogo, aracnólogo, herpetólogo y escritor argentino Jorge Washington Ábalos.
Relaciones filogenéticas
Ábalos y Báez incluyeron esta especie en el grupo “mactans” por presentar 3 espiras en la hembra, en los ductos de conexión de la espermateca así como en el émbolo del palpo copulador del macho.

## Características
Como en otros integrantes del género Latrodectus, en L. diaguita sus ojos se posicionan en dos filas, cada una cuenta con 4; los tarsos concluyen en 3 uñas; en la cara ventral del tarso IV, gruesas cerdas integran una estructura con forma de peine y en la hembra su abdomen es globoso. L. diaguita se diferencia de otras especies argentinas del grupo “mactans” en tamaño, en el diseño del manchado abdominal y en la forma y diámetro de las ootecas, las que en L. diaguita son amarillo claro y de tamaño grande, hasta 22 mm.
El macho posee el cefalotórax brillante, de color castaño oscuro, casi negro.

## Distribución y hábitat
Esta especie es endémica de la Argentina, con registros en las provincias de Catamarca y San Juan.

## Peligrosidad
Esta araña no es agresiva, solo puede morder si se la intenta capturar o accidentalmente se la comprime sobre la piel. Es peligrosa para los seres humanos ya que cuenta con glándulas venenosas que producen latrotoxinas (una neurotoxina) las que son inoculadas en caso de una mordedura, especialmente si se trata de una hembra, ya que esta posee quelíceros de mayor tamaño, los que son más adecuados para penetrar en la piel humana.